# براين تايلور
بريان ماكيفر تايلور (بالإنجليزية: Brien McKeiver Taylor)‏ هو لاعب كرة قاعدة أمريكي، ولد في 26 ديسمبر 1971 في بوفورت في الولايات المتحدة.

## وقت مبكر من الحياة
وُلدت تايلور في بوفورت، كارولاينا الشمالية، في 26 ديسمبر 1971. أثناء ولادته، كان والده ويلي يعمل في بناء الطوب، بينما كانت والدته بيتي تعمل في جمع السلطعون في منشأة المأكولات البحرية المحلية. كان تايلور هو الثاني من بين أربعة أطفال.
التحق تايلور بمدرسة إيست كارتريت الثانوية في بوفورت ولعب في فريق البيسبول بالمدرسة. خلال السنوات الأربع التي قضاها في المدرسة الثانوية، كان لديه سجل 296 فوزًا وخسارة ومتوسط أشواط مكتسبة 1.25. كانت كرته السريعة تسافر بسرعة 99 ميلاً في الساعة. لقد نجح في إقصاء 213 من منافسيه في 88 جولة بينما أصدر 28 مشيًا.

## مهنة البيسبول
اختار فريق نيويورك يانكيز تايلور في الجولة الأولى، الأولى بشكل عام، في مشروع دوري البيسبول الرئيسي لعام 1991. نظرًا لأن الدرجات الضعيفة في المدرسة الثانوية لم تؤهله للحصول على منحة جامعية، قرر تايلور الالتزام بدوري البيسبول الرئيسي، حتى لو لم يكن يريد قبول مصير الذهاب إلى الكلية كلاعب غير مؤهل. وقع تايلور مع فريق يانكيز مقابل مكافأة توقيع قدرها 300 ألف دولار.
بدأ تايلور حياته المهنية مع فورت لودرديل يانكيز، الشركة التابعة للدوري الصغير ذات الحرف الفردي العلوي. خلال الموسم، حقق تايلور سجل فوز وخسارة 6-8، ومتوسط أشواط مكتسبة 2.57، و187 ضربة في 161.1 جولة.
خلال العام التالي، لعب تايلور لصالح فريق ألباني كولوني يانكيز في دوري الدرجة الثانية من الفئة ذات الحرف المزدوج. أوصى المدربون تايلور بإضافة الكرة المنحنية إلى ميكانيكاه لأنهم شعروا أن الكرة السريعة كانت تستخدم بشكل مفرط. خلال عامه مع فئة الحرف المزدوج، أنهى تايلور الموسم بسجل 13-7، ومتوسط 3.48 نقطة مكتسبة، و150 ضربة، و102 مشيًا صدر في 163 جولة.
في عام 1994، تمت ترقية تايلور إلى فئة الحروف الثلاثية التابعة للدوري الصغرى، كولومبوس كليبرز. ولكن قبل أن يصل إلى هذا المستوى، تم الكشف عن أنه شهد شقيقه بريندن يدخل في قتال في الشارع مع شخص غريب يدعى رون ويلسون بالقرب من منزلهم في هارلو، بولاية نورث كارولينا. وقعت هذه الحادثة في أواخر عام 1993، عندما كانت لعبة البيسبول خارج الخدمة. وعندما تدخل تايلور لحماية شقيقه، انقض عليه غريب آخر يدعى جيمي موريس، يشتبه في أنه من أتباع ويلسون، ما أدى إلى سقوطه على كتفه أولاً. وفي أعقاب المناوشة، أصيب كتف تايلور بكدمات بالغة، وقام بزيارة طبيب فريق يانكيز فرانك جوب لإجراء اختبارات إضافية. وأظهرت النتائج أن تايلور يعاني من تمزقات في المحفظة المفصلية والشفة الحقانية في كتفه الأيسر. خضع تايلور لعملية جراحية وغاب عن موسم 1994 بأكمله.
عاد تايلور في عام 1995، حيث بدأ مع فريق جلف كوست يانكيز في مستوى دوري المبتدئين. بدأت سرعة الكرة السريعة التي يلعبها تايلور في الانخفاض، وكان يواجه صعوبة في جعل الكرة المنحنية تصل إلى منطقة الضرب. في موسم عودته في عام 1995، كان سجل فوزه وهزيمته 2-5 مع 54 مشيًا ومتوسط أشواط مكتسبة 6.08 في 40 جولة.
خطط يانكيز لبدء تايلور عام 1996 مع نورويتش نافيجيتورز من دوري فئة الحروف المزدوجة، ولكن بدلاً من ذلك اختاره إلى فئة الحرف الواحد جرينسبورو باتس. بدأ تايلور تسع مباريات مع باتس بسجل 0-5 فوز وخسارة مع متوسط 18.73 نقطة مكتسبة و 43 مشيًا في 16.1 جولة. عين فريق يانكيز تايلور للمهمة واستبعده تمامًا من قائمتهم المكونة من أربعين لاعبًا.
أمضى تايلور العامين التاليين في مستوى دوري الدرجة الثانية بحرف واحد، لكن أداءه منذ جراحة الكتف لم يكن أفضل. في عام 1997، كان سجله 1-4 مع متوسط 14.33 نقطة مكتسبة و 52 مشيًا في 27 جولة وثماني مباريات. في عام 1998، كان سجل تايلور 0-1 مع متوسط 9.59 نقطة مكتسبة في 13 مباراة. أطلقت منظمة يانكيز سراح تايلور بعد نهاية عام 1998.
في عام 1999، وقع تايلور عقد دوري صغير مع فريق سياتل مارينرز، ولكن تم إطلاق سراحه في يونيو بسبب صراعاته المستمرة.
في عام 2000، وقع تايلور صفقة دوري صغير مع فريق كليفلاند إنديانز. تم اختياره للانضمام إلى فريق كولومبوس ريد ستيكس على مستوى الحرف الواحد. في 2.2 جولة وخمس مباريات فقط، سمح تايلور بخمس ضربات، وثمانية أشواط، وأصدر تسعة تمريرات. كان متوسط تشغيله المكتسب مذهلاً 27.00.

## الحياة بعد البيسبول
بعد ترك لعبة البيسبول، عاد تايلور إلى ولاية كارولينا الشمالية، حيث عمل في العديد من الوظائف الغريبة، وخاصة في التعامل مع الطرود، وموزع البيرة، وبناء الطوب.
في مارس/آذار 2012، وجهت إلى تايلور تهمة الاتجار بالكوكايين بعد أن قام عملاء المخدرات السريون بشراء كمية كبيرة من الكوكايين والكوكايين الكراكي منه على مدى عدة أشهر. وبعد ثلاثة أشهر، وافق على مواجهة اتهامات فيدرالية تتعلق بالاتجار بالكوكايين. في أغسطس/آب من ذلك العام، أُدين بتهم فيدرالية، بما في ذلك الاتجار غير المشروع بالكوكايين والكوكايين الكراكي. حُكم على تايلور بالسجن لمدة 50 شهرًا مع إطلاق سراح مشروط لمدة ثلاث سنوات. تم الإفراج عنه مشروطًا في 12 سبتمبر 2015.

## وصلات خارجية
- براين تايلور على موقعبيزبول رفرنس.كوم (الدوري الثانوي) (الإنجليزية)